# Гарда Шихана
Гарда Шихана (ирл. An Garda Síochána na hÉireann, букв. «Стража мира Ирландии», «Охрана правопорядка Ирландии»), также известная как просто Гарда (ирл. Gardaí, англ. The Guards) — национальная полицейская служба и служба безопасности Республики Ирландия. Официально образована 22 февраля 1922 года. Руководителем является комиссар, назначаемый Правительством Ирландии. Штаб-квартира расположена в дублинском Феникс-парке.
Гарда Шихана является полицейской службой, сотрудниками которой преимущественно не используется огнестрельное оружие: его носят только 25 % личного состава полиции (в 2008 году их насчитывалось около 3500 человек). По состоянию на 2022 год личный состав насчитывал 18052 человека, в том числе 14695 кадровых сотрудников, 3357 гражданских и 401 резервиста. Географически структура Гарда Шихана привязана к четырём географическим регионам: Восток, Север/Запад, Юг и Дублинский столичный регион. Каждый из регион разделён на дивизионы, округи и подокруги.
Гарда Шихана является главным правоохранительным органом и главной службой безопасности Республики Ирландия. Она действует как на местном, так и на национальном уровнях. В обязанности ирландской полиции входят обнаружение совершённых преступлений и предотвращение готовящихся, борьба против оборота наркотических веществ, обеспечение дорожной безопасности и расследование дорожно-транспортных происшествий, обеспечение неприкосновенности дипломатов и свидетелей по уголовным преступлениям и взаимодействие с общественностью. Для выполнения специальных заданий, к которым относятся борьба против организованной преступности, решение вопросов миграции и борьба против киберпреступности, существуют специальные подразделения в структуре Гарда Шихана. В структуре ирландской полиции также есть центральное техническое бюро, конное подразделение и кинологическое подразделение. Также у полиции есть собственный колледж.
Члены Гарда Шихана не могут вступать в обычные профсоюзы, но их интересы защищают четыре организации. Существует также ассоциация для пенсионеров — ветеранов полиции.

## Название и терминология
С момента образования полицейскую службу называли на английском Civic Guard — «Гражданская гвардия», но в 1923 году её стали называть на английском и ирландском одинаково — Garda Síochána. В дальнейшем это название стало присутствовать и в законодательных актах Ирландии. Примерный перевод этого названия — «Стража мира» (англ. the Guardians of the Peace. На логотипе изображена надпись Garda Síochána na hÉireann, переводящаяся с ирландского как «Стража мира Ирландии», но подобное полное название используется очень редко. В то время шла волна за присвоение государственным органам таких же названий, как в Третьей Французской республике. С 1870 года во франкоязычных странах словосочетание gardiens de la paix («стражи мира») использовалось в качестве названия обычной полиции, а не жандармерии. В частности, подобное название было у муниципальной полиции Франции, общественной полиции Бельгии и кантональной полиции Швейцарии. Полное официальное название полиции Ирландии используется достаточно редко в речи и зависит от регистра. В Ирландии её называют An Garda Síochána, the Garda Síochána, Garda, the Gardaí (множественное число), а в разговорной речи — «стражи» (англ. the guards). Хотя существительное Garda стоит в единственном числе, в данном контексте оно употребляется в качестве собирательного существительного типа police.
Одного сотрудника полиции называют «гарда» (garda, во множественном числе — gardaí). Обращаются к нему точно так же — например, «гарда Джон Мёрфи» (англ. Garda John Murphy). Находящегося на службе сотрудника обычные люди называют по-английски guard. Полицейский участок по-английски называется garda station. Также слово Garda используется для обозначения рядового сотрудника полиции по аналогии со словом «констебль» (англ. constable) в отношении британского полицейского или словами «офицер» (англ. officer), «заместитель» (англ. deputy) или «патрульный» (англ. trooper) в отношении американских полицейских. До 1990 года женщин-полицейских называли «бангарда» (ирл. Bangharda), позже это название было упразднено, но иногда встречается в речи вместо универсального garda. На жаргоне полицейских называют словом «оттенки» (англ. the shades), носящим презрительный характер.
Официальное название службы с 2025 года на ирландском — An Garda Síochána.

## История

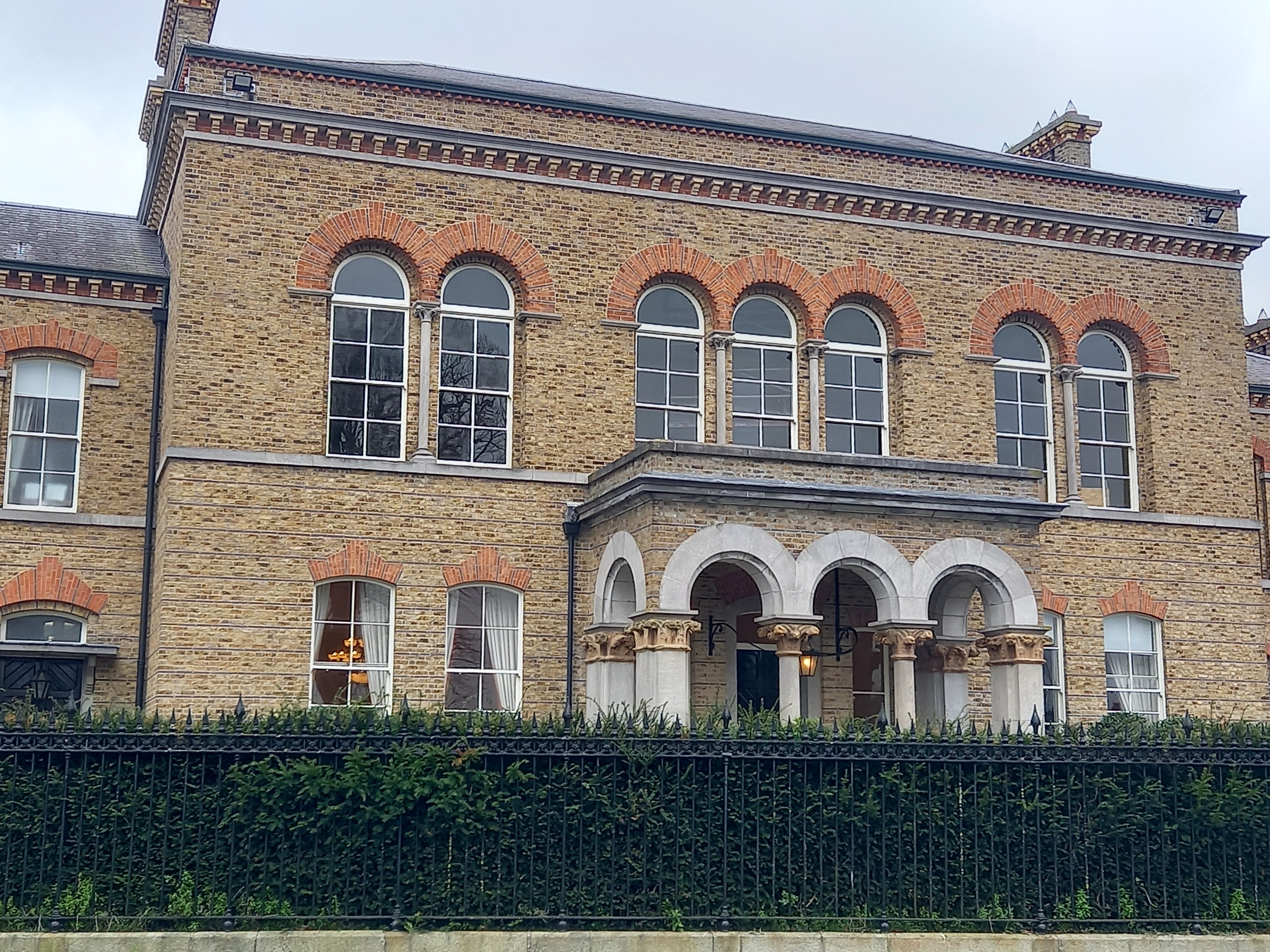
Столовая в штаб-квартире Гарда Шихана

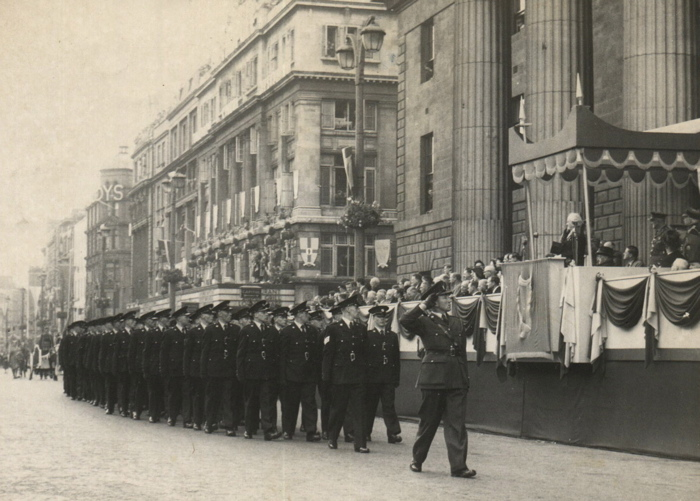
Рекруты Гарда отдают честь Президенту Ирландии на марше. 1954 год

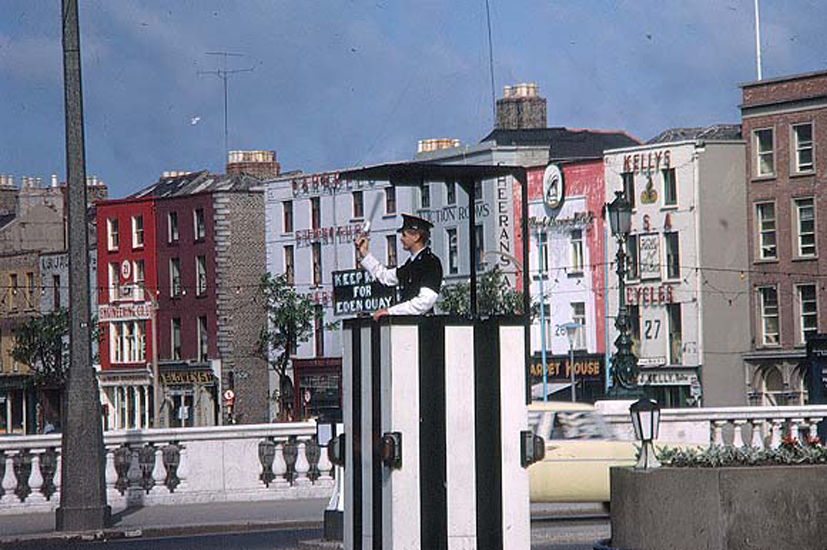
Регулировщик дорожного движения в Дублине, 1963 год

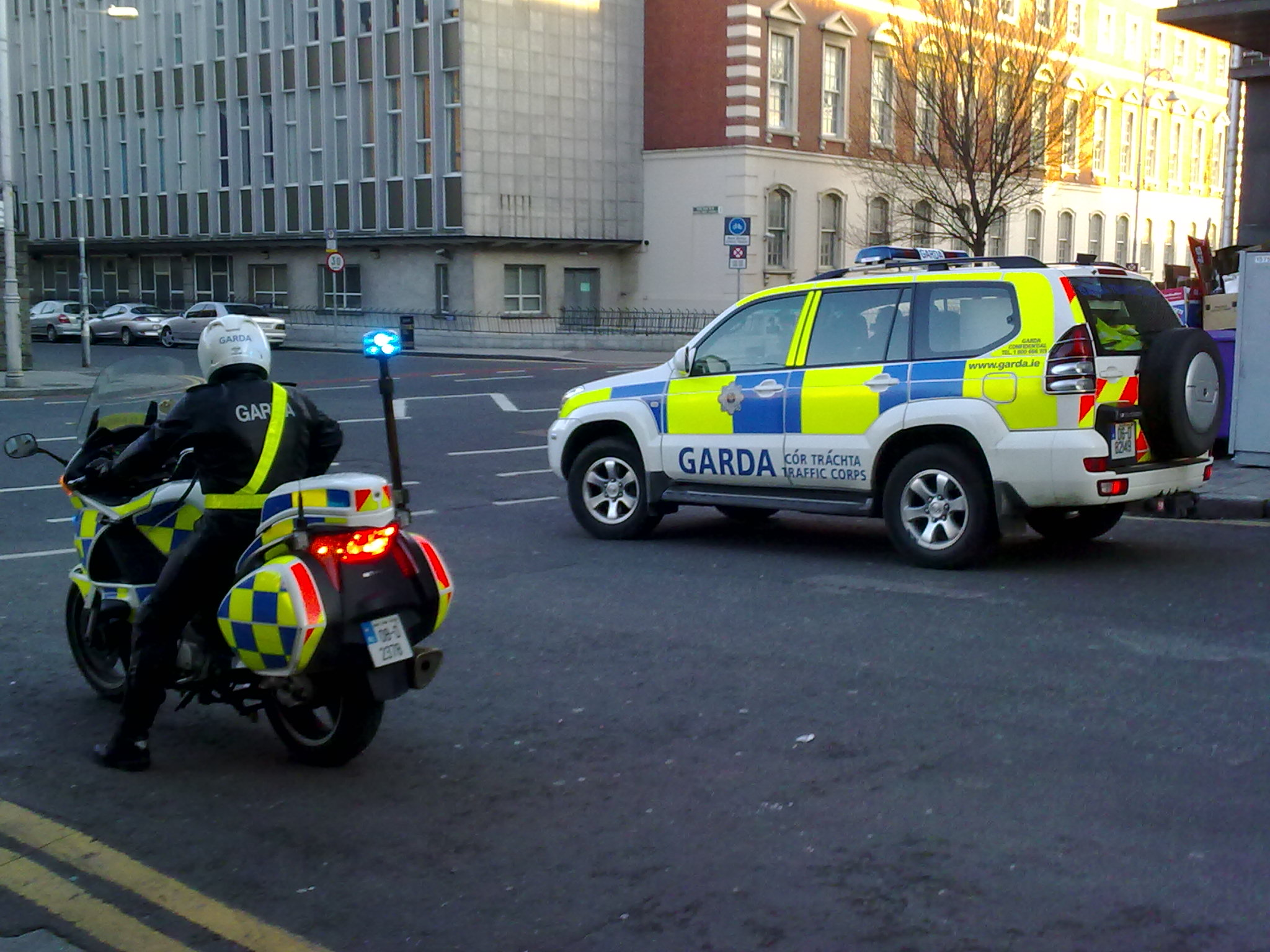
Сотрудники Корпус дорожной полиции Гарды в Дублине

До образования Ирландского свободного государства обязанности полиции на острове исполняла Королевская ирландская полиция, входившая в структуру полиции Великобритании и фактически носившая характер полувоенной организации. Также существовала Дублинская столичная полиция, не имевшая при себе оружия. В 1919 году, после начала войны за независимость Ирландии была образована Ирландская республиканская полиция, лояльная независимой республике: на её основе стала формироваться централизованная полицейская служба, действовавшая на территории всей страны.
В феврале 1922 года Временное правительство учредило Гражданскую гвардию (англ. The Civic Guard) как орган правопорядка в Ирландском свободном государстве. Она пришла на замену и Королевской ирландской полиции, и Ирландской республиканской полиции. 17 августа 1922 года три роты личного состава Гражданской гвардии сопровождали Майкла Коллинза на встрече с лордом-лейтенантом Ирландии в Дублинском замке.
Первым комиссаром Гражданской гвардии стал Майкл Стэйнз. В мае 1922 года в гвардии прокатился бунт: взбунтовавшиеся курсанты Гарды взяли под контроль точку сбора в Килдэре. Из-за последствий бунта Стэйнз подал в отставку в сентябре того же года. Во время гражданской войны 1922—1923 годов в структуре гвардии появилось Управление расследования преступлений (англ. Criminal Investigation Department), сотрудники которого действовали под прикрытием и имели право на ношение огнестрельного оружия (в октябре 1923 года было расформировано, личный состав переведён в Дублинскую столичную полицию).
8 августа 1923 года, уже после образования Ирландского Свободного государства, в силу вступил Акт о Гарда Шихана (о временных положениях). В соответствии с этим образовывалась полицейская служба под названием «Гарда Шихана» (Garda Síochána), которая должна была прийти на замену всем прежним службам правопорядка в стране.
С 1925 года вместо Дублинской столичной полиции обеспечением безопасности в Дублине занималась Гарда Шихана, ставшая единственным гражданским органом обеспечения порядка в Республике Ирландия.

## Организация

### Общая характеристика
Во главе Гарды стоит комиссар, назначаемый правительством Ирландии. Комиссар отчитывается перед министром юстиции и равенства Республики Ирландия, который, в свою очередь, докладывает Правительству о деятельности полиции и обеспечении безопасности. Комиссару подчиняются напрямую два заместителя (один по вопросам полиции и государственной безопасности, второй по вопросам управления и стратегии) и главный административный сотрудник, отвечающий за управление ресурсами (кадровый состав, финансы, инфокоммуникационные технологии, жильё). О действиях офиса корпоративных коммуникаций (англ. Office of Corporate Communications) и отдела внутреннего аудита (англ. Internal Audit Section) докладывается напрямую офису комиссара полиции.
В каждом из четырёх (ранее — шести) географических регионов Гарда Шихана действует помощник комиссара, который отвечает за деятельность полицейских служб в регионе. Этими регионами являются Дублинский столичный регион (англ. Dublin Metropolitan Region), Северо-Западный регион (англ. North-Western Region), Восточный регион (англ. Eastern Region) и Южный регион (англ. Southern Region). По статусу ему примерно соответствуют также главный офицер медицинской службы (англ. Chief Medical Officer) и гражданские лица, занимающие должности исполнительных директоров следующих отделов — отдела информации и коммуникационных технологий, отдела финансов и услуг, отдела стратегии и трансформации, юридического отдела и отдела кадров.
Каждый регион делится на дивизионы (отделы полиции), которыми руководят главные суперинтенданты. Суперинтендант, руководящий округом, также занимает должность Офицера округа (англ. District Officer), которому помогает команда инспекторов. Каждый округ состоит из некоторого количества подокругов, во главе подокруга стоит обычно сержант. Руководство подокруга, как правило, управляет одним полицейским участком; количество сотрудников участка зависит от его важности (от 3 до 100 человек). Существуют также под-участки (англ. sub-stations), подчиняемые какому-то участку и возглавляемые одним членом Гарда. Базовой единицей считается участок, которых по состоянию на 2023 год насчитывалось 569 на территории страны. На большинстве участков работают рядовые гарда. Большую часть младших сотрудников полиции составляют курсанты, обязанности которых зависят от их успеваемости. Как правило, им доверяют какую-либо административную работу, которой они занимаются во внеучебное время.
В структуре Гарда также трудятся гражданские лица: по данным на 30 июня 2017 года, в полиции насчитывалось 2138 подобных сотрудников. В отличие от полицейских, они не приносят присягу. Они работают в таких областях, как отдел кадров, служба здравоохранения, финансы и закупки, внутренний аудит, IT-технологи и телекоммуникации, проживание и управление транспортными ресурсами. В то же время они оказывают определённую поддержку в процессе расследования дел, занимаясь исследованиями и анализом, а также обучением сотрудников. В число сотрудников также входят регулировщики дорожного движения, водители и уборщики.
Основной упор ирландская полиция делает на профилактику преступлений, большое внимание уделяется работе с молодежью. При этом деятельность органов полиции стремятся сделать максимально прозрачной и контролируемой, а самих полицейских освободить от лишней канцелярской работы. По сложившейся традиции, ирландские полицейские заступают на службу в форме, но без огнестрельного оружия (дубинка и газовый баллончик). Пистолетами и автоматами оснащены лишь сотрудники региональных групп вооружённой поддержки и полицейский спецназ. Обычные полицейские могут вызвать их в случае необходимости. В составе каждой такой группы 24 офицера полиции, имеющих соответствующую подготовку. В их обязанности входит обезвреживание вооружённых преступников, участие в оперативно-следственных мероприятиях с высокой степенью риска и специальное патрулирование в своём районе.
Ирландские стражи порядка принимают активное участие в деятельности международных полицейских организаций, таких как Европол и Интерпол.

### Структура
| Звание на русском           | Звание на английском   | Звание на ирландском | Сотрудников по годам | Сотрудников по годам | Сотрудников по годам | Сотрудников по годам |
| Звание на русском           | Звание на английском   | Звание на ирландском | 2014                 | 2016                 | 2021                 | 2023                 |
| --------------------------- | ---------------------- | -------------------- | -------------------- | -------------------- | -------------------- | -------------------- |
| Комиссар                    | Commissioner           | Coimisinéir          | 1                    | 1                    | 1                    | 1                    |
| Заместитель комиссара       | Deputy Commissioner    | Leas-Choimisinéir    | 0                    | 2                    | 2                    | 2                    |
| Помощник комиссара          | Assistant Commissioner | Cúntóir-Choimisinéir | 8                    | 5                    | 8                    | 8                    |
| Главный суперинтендант      | Chief Superintendent   | Ard-Cheannfort       | 41                   | 42                   | 47                   | 47                   |
| Суперинтендант              | Superintendent         | Ceannfort            | 140                  | 160                  | 165                  | 168                  |
| Инспектор                   | Inspector              | Cigire               | 300                  | 247                  | 425                  | 468                  |
| Сержант                     | Sergeant               | Sáirsint             | 1946                 | 1835                 | 1944                 | 2065                 |
| Гарда                       | Garda                  | Garda                | 10459                | 10696                | 11870                | 11151                |
| Итого (приведены к присяге) | Total (sworn members)  | Iomlán               | 12895                | 12988                | 14462                | 13910                |
| Гарда резерва               | Reserve Garda          | Garda Ionaid         | 1112                 | 627                  | 459                  | 363                  |

По данным на сентябрь 2023 года, в структуре Гарда Шихана работают ряд помощников комиссара из разных отделов, которые подчиняются заместителю комиссара по вопросам безопасности. Так, в ведении помощника комиссара из отдела преступлений и безопасности находятся
- Национальный отдел наблюдений[англ.] (работа под прикрытием, анализ собранной информации).
- Специальный детективный отдел[англ.] (расследование национальных угроз и угроз терроризма, контрразведка, протекция на уровне президента и министров и т. д.);
- Командование специальных тактики и операций (англ. Special Tactics & Operations Command)
  - Отряд быстрого реагирования[англ.] (терроризм, освобождение заложников, защита свидетелей и т. д.);
  - Отряд вооружённой поддержки[англ.] (огневая поддержка других спецподразделений)
- Отделение связи и обеспечения безопасности (англ. Liaison & Protection)

В ведении помощника комиссара по вопросам борьбы с организованной преступностью находятся следующие подразделения Гарды:
- Национальное бюро уголовных расследований
- Бюро по борьбе с наркотиками и организованной преступностью[англ.]
- Бюро по борьбе с экономическими преступлениями[англ.]
- Бюро по борьбе с киберпреступлениями[англ.]
- Национальное иммиграционное бюро[англ.]
- Бюро национальных защитных служб[англ.]
- Техническое бюро[англ.]
- Отдел оперативной поддержки[англ.]
  - Подразделение воздушной поддержки[англ.]
  - Водное подразделение[англ.]
  - Кинологическое подразделение[англ.]
  - Конное подразделение[англ.]

В ведении помощника комиссара по дорожному движению и связям с общественностью находятся:
- Национальное бюро дорожной полиции[англ.]
- Бюро по работе с общественностью (англ. Garda Community Engagement Bureau)
- Национальное бюро по привлечению молодёжи (англ. Garda National Youth Diversion Bureau, сокращённо GNYDB)[32]

Помощники комиссара по 4 регионам также работают со следующими структурами в регионах:
- Подразделения по поддержанию общественного порядка[англ.] (занимаются пресечением беспорядков в ходе публичных демонстраций и прочих подобных мероприятий)
- Резерв Гарда Шихана[англ.] (добровольческие части)
- Офицеры по делам несовершеннолетних (англ. Juvenile Liaison Officers, сокращённо JLO). Находятся в ведении Национального бюро по привлечению молодёжи, размер — до дивизиона[32][33] (по состоянию на 2025 год — 121 человек на всю страну)[34]

В ведении исполнительного директора по вопросам информации и технологий:
- Центральный ветеринарный отдел (англ. Central Vetting Unit)
- Центр информационной поддержки Гарды (англ. Garda Information Services Centre)
- Национальное управление по защите персональных данных (англ. National Data Protection Office)

Также в структуру Гарды входят Главный администратор (англ. Chief Administrative Officer), подразделения по решению юридических вопросов, вопросов здравоохранения и благосостояния, отдела кадров и профессионального развития, а также финансов. В структуре полиции Ирландии также присутствует Колледж Гарда Шихана, готовящий будущих сотрудников полиции.

### Резерв
В соответствии с Актом о Гарда Шихана от 2005 года учреждался Резерв Гарда Шихана, который должен был помогать полицейским при исполнении их обязанностей и поддерживать работу других сотрудников полиции. Основное предназначение Резерва, согласно документам — «быть источником региональной силы и знания». Сотрудники резерва исполняют обязанности, определяемые Комиссаром Гарда Шихана и санкционированные министром юстиции. Упомянутые обязанности исполняются под руководством регулярных сотрудников полиции. Курс подготовки сотрудника резерва занимает 128 часов.
15 декабря 2006 года в колледже Гарда Шихана в Темплморе состоялся выпуск первых 36 резервистов полиции. В 2014 году численность резерва составляла более 1100 человек, по состоянию на октябрь 2016 года в резерве служили 789 человек и велась подготовка к новому выпуску 2017 года. Однако к 2021 году численность уже составляла 460 человек, а к 2023 году снизилась ниже отметки в 400 человек.

## Комиссары
| Имя                | Оригинал имени     | Начало полномочий                                      | Конец полномочий | Примечания |
| ------------------ | ------------------ | ------------------------------------------------------ | ---------------- | --- |
| Майкл Стэйнз       | Michael Staines    | февраль 1922                                           | сентябрь 1922    | Подал в отставку из-за бунта Гражданской гвардии                                                                             |
| Оуэн О’Даффи       | Eoin O'Duffy       | сентябрь 1922                                          | февраль 1933     | Отстранён после обвинений в призывах к перевороту                                                                            |
| Имон Брой          | Eamon Broy         | февраль 1933                                           | июнь 1938        | |
| Майкл Киннейн      | Michael Kinnane    | июнь 1938                                              | июль 1952        | Умер при исполнении |
| Дэниел Костиган    | Daniel Costigan    | июль 1952                                              | февраль 1965     | Под давлением правительства Шона Лемасса подал в отставку                                                                    |
| Уильям П. Куинн    | William P. Quinn   | февраль 1965                                           | март 1967        | |
| Патрик Дж. Кэрролл | Patrick J. Carroll | март 1967                                              | сентябрь 1968    | Занимал пост с 5 марта 1967 по 14 сентября 1968. Последний комиссар Гарда Шихана перед началом конфликта в Северной Ирландии |
| Майкл Уаймс        | Michael Wymes      | сентябрь 1968                                          | январь 1973      | |
| Патрик Мэлоун      | Patrick Malone     | январь 1973                                            | сентябрь 1975    | |
| Эдмунд Гарви       | Edmund Garvey      | сентябрь 1975                                          | январь 1978      | Смещён из-за утраты доверия                                                                                                  |
| Патрик Маклафлин   | Patrick McLaughlin | январь 1978                                            | январь 1983      | Подал в отставку после скандала с прослушиванием телефонов                                                                   |
| Лоуренс Рен        | Lawrence Wren      | февраль 1983                                           | ноябрь 1987      | |
| Имон Доэрти        | Eamonn Doherty     | ноябрь 1987                                            | декабрь 1988     | |
| Юджин Кроули       | Eugene Crowley     | декабрь 1988                                           | январь 1991      | |
| Патрик Каллиган    | Patrick Culligan   | январь 1991                                            | июль 1996        | |
| Патрик Бирн        | Patrick Byrne      | июль 1996                                              | июль 2003        | |
| Ноэл Конрой        | Noel Conroy        | июль 2003                                              | ноябрь 2007      | |
| Факна Мёрфи        | Fachtna Murphy     | ноябрь 2007                                            | декабрь 2010     | |
| Мартин Каллинан    | Martin Callinan    | декабрь 2010                                           | март 2014        | Подал в отставку из-за скандала со штрафными баллами для водителей                                                           |
| Норин О’Салливан   | Nóirín O'Sullivan  | март 2014 (и. о.) сентябрь 2014 (на постоянной основе) | сентябрь 2017    | Первая в истории женщина-комиссар. Подала в отставку после скандала с осведомителями и проваленного теста на алкоголь        |
| Донал Фолан        | Dónall Ó Cualáin   | сентябрь 2017 (и. о.)                                  | сентябрь 2018    | Ушёл после назначения на постоянную основу нового комиссара                                                                  |
| Дрю Харрис         | Drew Harris        | сентябрь 2018                                          | -                | Срок пребывания комиссара вырос с 5 до 7 лет                                                                                 |

Первый в истории Гарда Шихана комиссар — Майкл Стэйнз, депутат Палаты представителей Ирландии, поддержавший заключение в конце 1921 года англо-ирландского договора о мире. На своём посту он пробыл только 8 месяцев. Ведущую роль в развитии полицейской службы сыграли преемники Стэйнза на посту комиссара — Оуэн О’Даффи и Имон Брой. Именно при О’Даффи полиция была преобразована в службу, не носящую оружие. Броя, руководивший Гарда Шихана в 1933—1938 годах, прежде служил в Дублинской столичной полиции и оказал существенную помощь ИРА во время англо-ирландской войны. После Броя пост комиссара занимали Майкл Киннэйн (1938—1952) и Дэниел Костиган (1952—1965), а в феврале 1965 года впервые комиссаром стал человек, начинавший службу в полиции с ранга рядового гарды — Уильям П. Куинн.
В январе 1978 года правительство Джека Линча, лидера партии «Фианна Файл», сняло комиссара Эдмунда Гарви с формулировкой за утрату доверия, однако Гарви подал в Верховный суд Ирландии на правительство и выиграл дело. В связи с этим в 1979 году был принят новый закон о Гарда Шихана, позволявший оценивать в ретроспективе все действия каждого последующего комиссара. Вспыхнувший в 1982 году скандал с прослушиванием телефонов привёл к тому, что через год в отставку был отправлен как раз преемник Гарви на посту комиссара, Патрик Маклафлин.
25 ноября 2014 года впервые в истории полиции её комиссаром стала женщина — Норин О’Салливан, исполнявшая обязанности с марта 2014 года после отставки Мартин Каллинана. На тот момент женщины также занимали посты министра юстиции Ирландии, председателя Полицейского управления, Верховного судьи, главы Прокуратуры, Генерального прокурора и Главного государственного солиситора (англ. Chief State Solicitor). О’Салливан несла службу с 1981 года и была одна из первых оперативников, действовавших под прикрытием в рамках операций по борьбе против наркомафии.
10 сентября 2017 года О’Салливан подала в отставку, исполняющим обязанности был назначен заместитель комиссара Донал Фолан. В июне 2018 года было объявлено о назначении на пост комиссара Дрю Харриса, который вступил в должность в сентябре того же года.

## Снаряжение

### Униформа

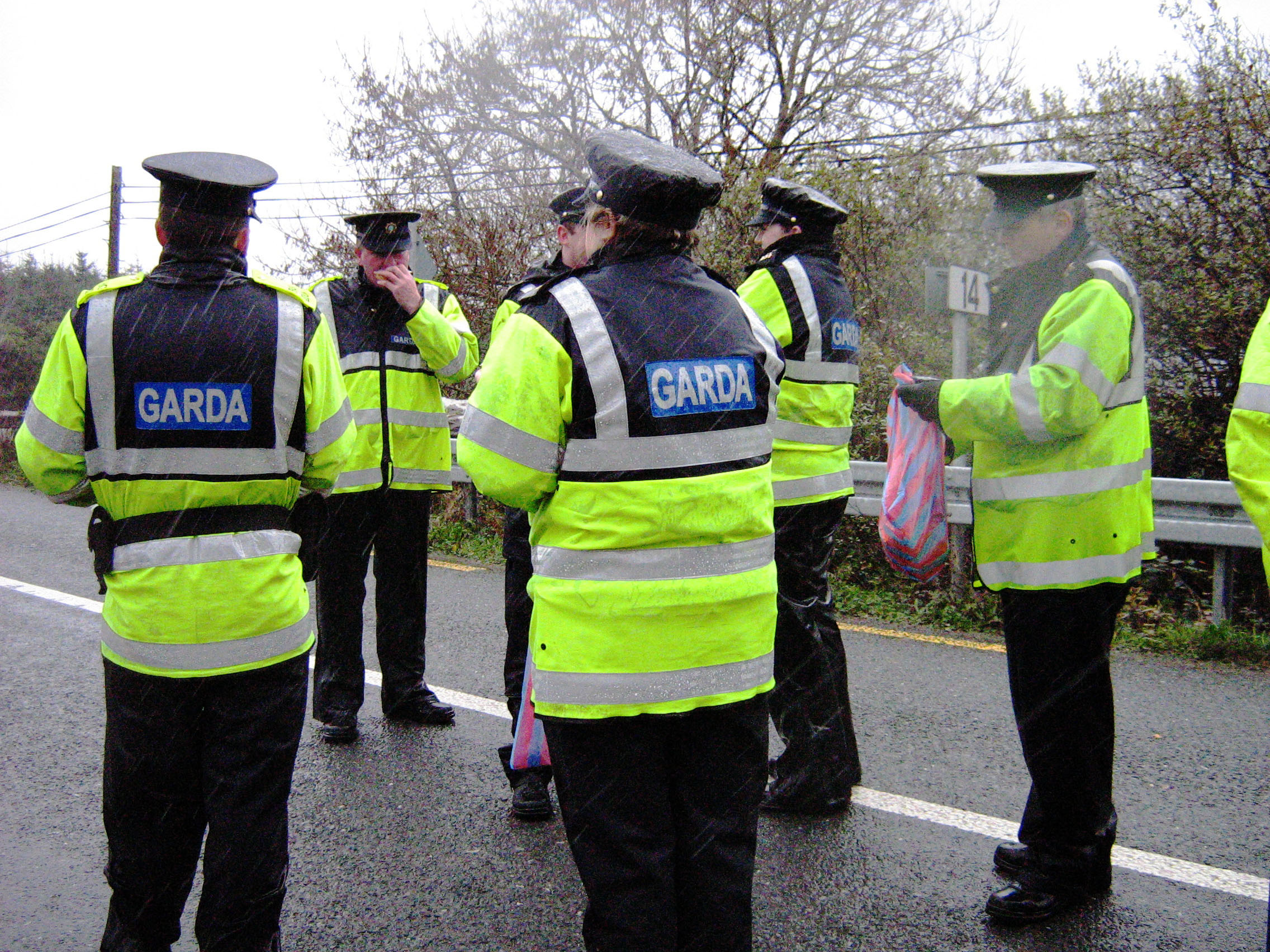
Ирландские полицейские в форме

Изначально ирландские полицейские носили те же шлемы и плащи, что и традиционные британские полицейские. В 1987 году изменились цвета ткани, используемой для пошива формы, и пуговиц. С 2022 года используется форма «четвёртого поколения» с рубашками и галстуками (вместо рубашек-поло небесно-голубого цвета), брюками свободного покроя и водостойкими жилетами жёлтого и морского тёмно-синего цветов. Галстук носится на формальных мероприятиях, шляпа остаётся той же самой. Для полицейских-представителей других религий предлагаются также в качестве головных уборов тюрбан, кипа и хиджаб. Форму носят сотрудники, имеющие звания гарда, сержанта или инспектора; для лиц со званиями от суперинтенданта и выше изменений в форме не было представлено.

### Оружие

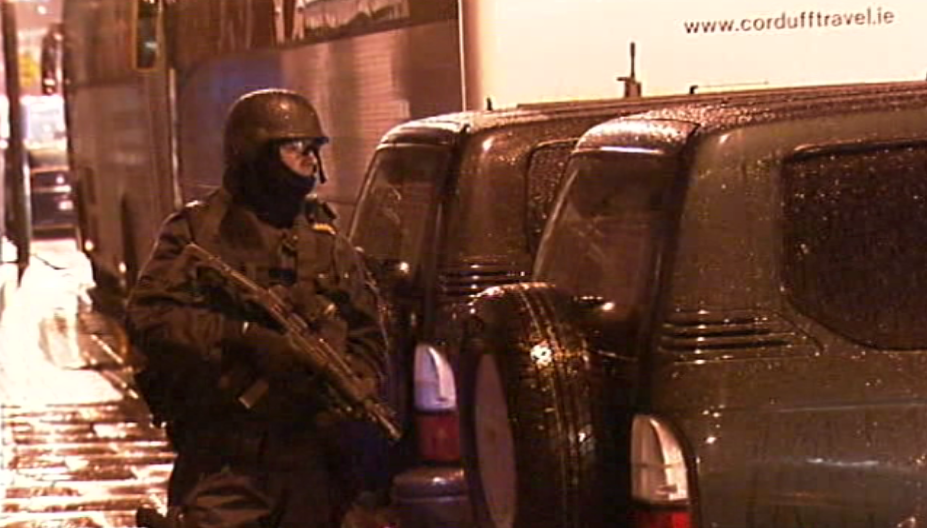
Боец отряда быстрого реагирования Гарды с пистолетом-пулемётом Uzi

Изначально ирландская полиция имела права на ношение и применение огнестрельного оружия, однако в дальнейшем Временное правительство отменила эти права, преобразовав полицию в службу, не использующую оружие при исполнении. Решения Временного правительства не отличались от мер, которые британские власти вводили против Королевской ирландской полиции. Согласно ирландскому историку и политологу Тому Гарвину, это решение легло в основу одного из принципов действий ирландской полиции — не использовать оружие в отношении безоружных мужчин и женщин, которые однозначно не могут рассматриваться в качестве шпионов или осведомителей. Первый комиссар Гарда Майкл Стэйнз обосновал отказ от оружия тем, что полиция должна опираться не на вооружение или численность личного состава, а на свой моральный облик в качестве слуг народа. Этот же принцип нашёл отражение и в Дублинской столичной полиции, которая также не использовала оружие. Исключением стало Управление криминальных расследований, сохранившее за собой право на ношение и применение огнестрельного оружия.
Большинство сотрудников Гарды в наши дни не носят с собой огнестрельное оружие при исполнении служебных обязанностей. Обычно они вооружены раскладными полицейскими дубинками производства американской компании ASP и газовыми баллончиками, а также имеют при себе наручники для нейтрализации опасных лиц. В настоящее время, согласно открытым источникам, только около четверти сотрудников Гарда Шихана вооружены огнестрельным оружием и имеют право применять его.
Сотрудники детективных отделов и некоторые сотрудники при регулярно действующих отделах обучены исключительно стрельбе из пистолета: это обучение проводится только под руководством директора соответствующего учебного отдела Колледжа Гарда. Детективы, действующие под прикрытием и составляющие от 10 до 12% личного состава Гарда, всегда вооружены. Отряд быстрого реагирования — единственное подразделение, на вооружении которого есть тяжёлое стрелковое оружие: оно используется только в тех случаях, где необходимо соответствующее вмешательство. Каждый сотрудник, имеющий право на ношение оружия, должен иметь при себе активную Карточку авторизации огнестрельного оружия (англ. Firearms Authorisation Card).
По данным на 2007 год, в колледже Гарда отдел по обращению с огнестрельным оружием проводил подготовку детективов и бойцов отряда быстрого реагирования по стрельбе из следующих образцов оружия:
- самозарядный пистолет SIG Sauer P226 (под патрон 9×19 мм Парабеллум)
- самозарядный пистолет Walther P99 (под патрон 9×19 мм Парабеллум)
- револьвер Smith & Wesson Model 10 (модификации 2" и 4", под патрон .38 Special)
- револьвер Smith & Wesson Model 36 (под патрон .38 Special)
- пистолет-пулемёт Uzi (под патрон 9×19 мм Парабеллум)
- пистолет-пулемёт HK MP7
- автомат HK33 (под патрон 5,56 × 45 мм НАТО)
- ружьё Benelli M3 Super 90 (помповое, самозарядное)
- снайперская винтовка Steyr Mannlicher SSG.69

### Автомобили

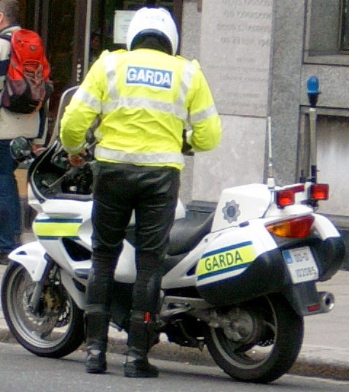
Сотрудник ирландской полиции у мотоцикла

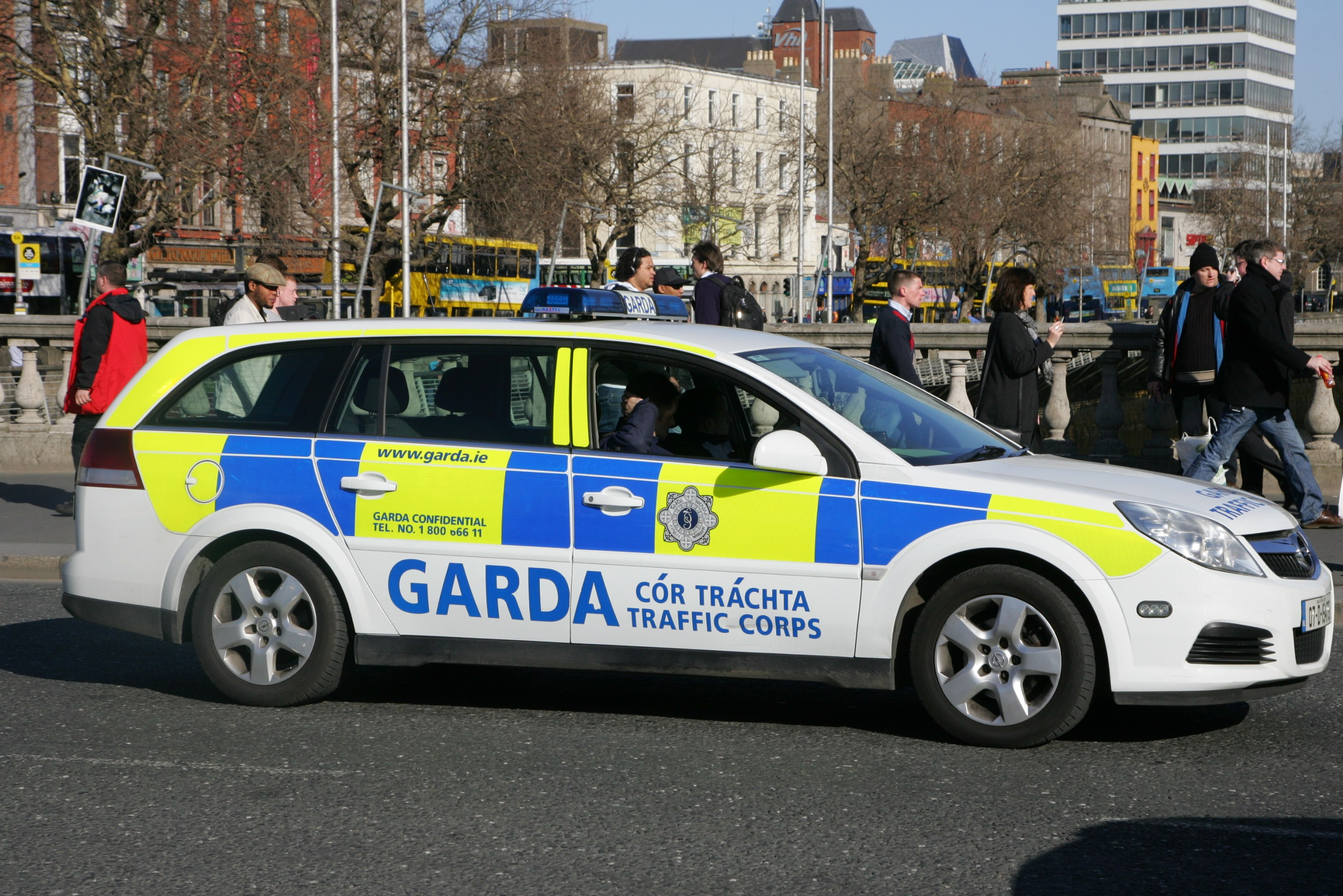
Opel Vectra 2.2TDI дорожной полиции

По состоянию на 2017 год в Гарда Шихана числилось 2815 транспортных средств.

## Звания
| Звание                         | Комиссар     | Заместитель комиссара | Помощник комиссара     | Хирург  | Главный суперинтендант | Суперинтендант | Инспектор | Сержант  | Гарда  | Гарда резерва | Курсант          | Курсант резерва  |
| На английском                  | Commissioner | Deputy commissioner   | Assistant commissioner | Surgeon | Chief superintendent   | Superintendent | Inspector | Sergeant | Garda  | Garda reserve | Student          | Student reserve  |
| На ирландском                  | Coimisinéir  | Leas Choimisinéir     | Cúntóir-Choimisinéir   | Máinlia | Ard-Cheannfort         | Ceannfort      | Cigire    | Sáirsint | Garda  | Garda Ionaid  | Mac Léinn Gharda | Mac Léinn Ionaid |
| Максимальное количество        | 1            | 3                     | 12                     | 1       | 53                     | 191            | 390       | 2 460    | 12 500 |               |                  |                  |
| Численность на конец 2022 года | 1            | 2                     | 8                      | 0       | 46                     | 168            | 466       | 2 074    | 11 411 |               |                  |                  |
| Погоны                         |              |                       |                        |         |                        |                |           |          |        |               |                  |                  |

Все гарда вплоть до главного суперинтенданта, исполняющие обязанности детектива, получают к своему званию приставку «детектив» (англ. detective, ирл. Bleachtaire) — например, «детектив сержант» (англ. detective sergeant, ирл. bleachtaire sáirsint). Детектив здесь является не званием, а должностью: детектив-гарда и просто гарда равны. На 31 декабря 2024 года 2488 гарда исполняли обязанности детективов (примерно одна шестая от общей численности Гарда Шихана).

## Медаль Скотта
Главной наградой в Гарда Шихана является Медаль Скотта — высшая награда, которой может быть удостоен сотрудник полиции за проявленные храбрость и доблесть.

## Связанные организации
У сотрудников Гарда Шихана есть собственные кредитные кооперативы, собственная медицинская страховая компания и благотворительное общество для действующих и бывших сотрудников, нуждающихся в той или иной помощи. Существуеют большое количество клубов по интересам и обществ разного характера для сотрудников полиции: координирующей структурой для спортивных клубов является Coiste Siamsa. В частности, существует клуб по гэльским играм «Гарда», входящий в Дублинский совет Гэльской атлетической ассоциации.

## В массовой культуре
- Главный герой фильма «Однажды в Ирландии» (оригинальное название «The Guard» — обиходное англицизированное название сотрудника ирландской полиции, от garda) — сержант Гарда Шихана Джерри Бойл (в исполнении Брендана Глисона).
- Один из ключевых персонажей фильма «Майкл Коллинз» — Имон (Эдвард) Брой[англ.] (роль исполнил Стивен Ри), борец за независимость Ирландии, ставший в дальнейшем третьим по счёту комиссаром Гарда Шихана. В фильме его образ искажён: по сюжету его убивают сотрудники MI6, в то время как в реальности он руководил полицией в 1933—1938 годах и дожил до 1972 года.

## Галерея

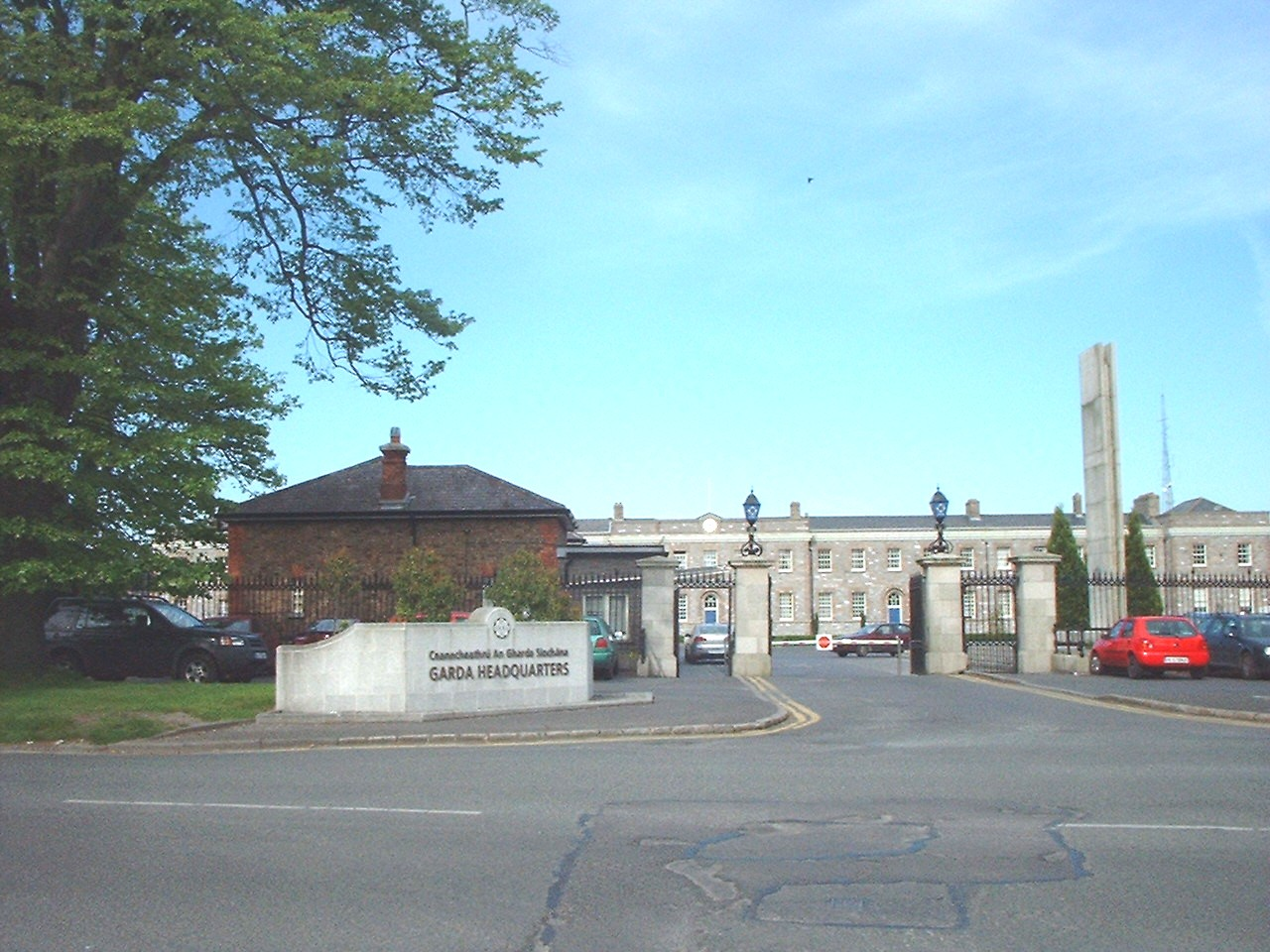
Штаб-квартира Полиции Ирландии в Феникс-Парке
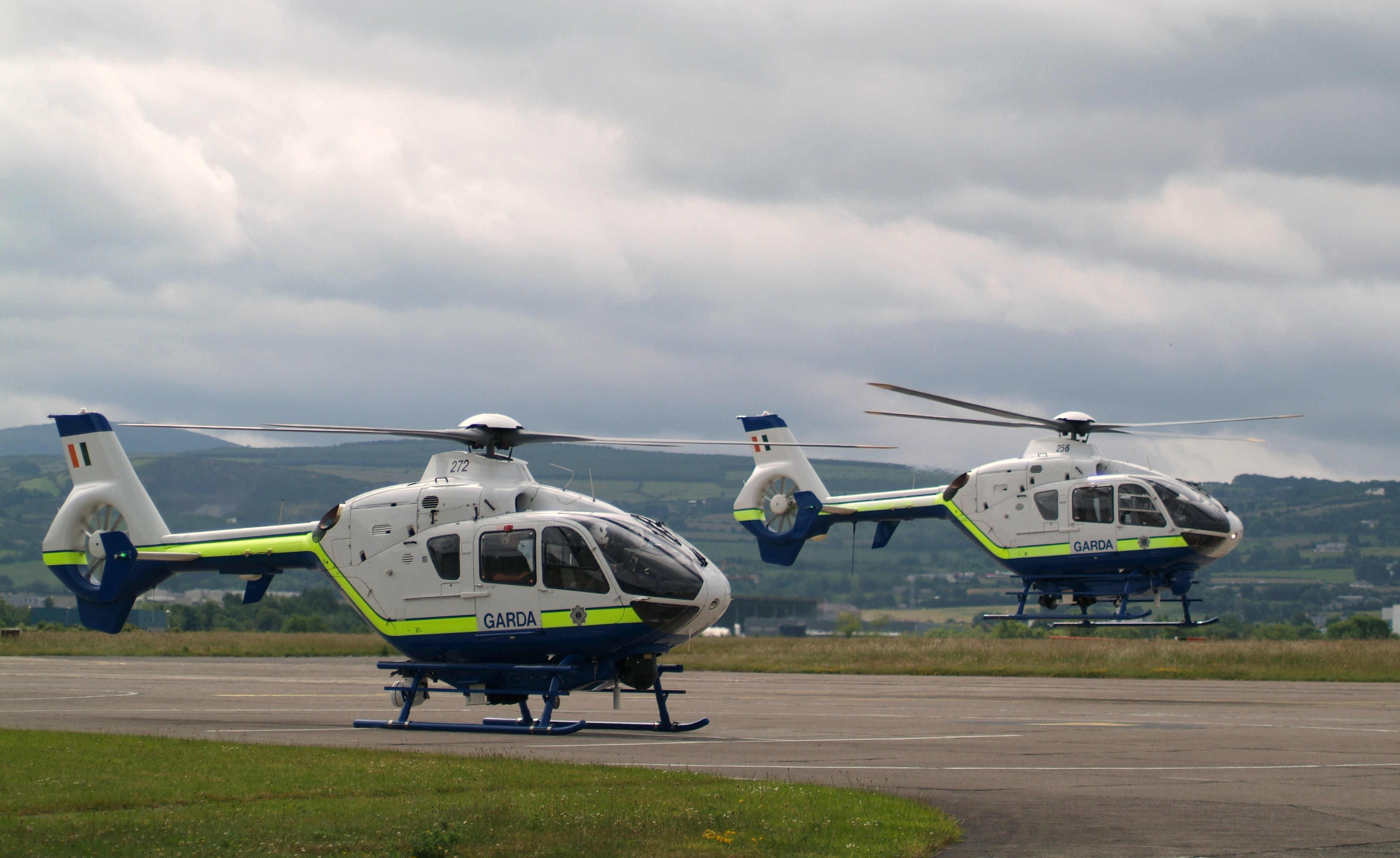
Вертолёты ирландской полиции
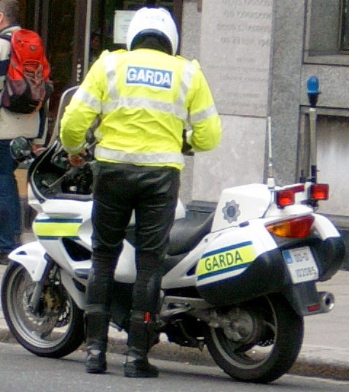
Ирландский полицейский-мотоциклист
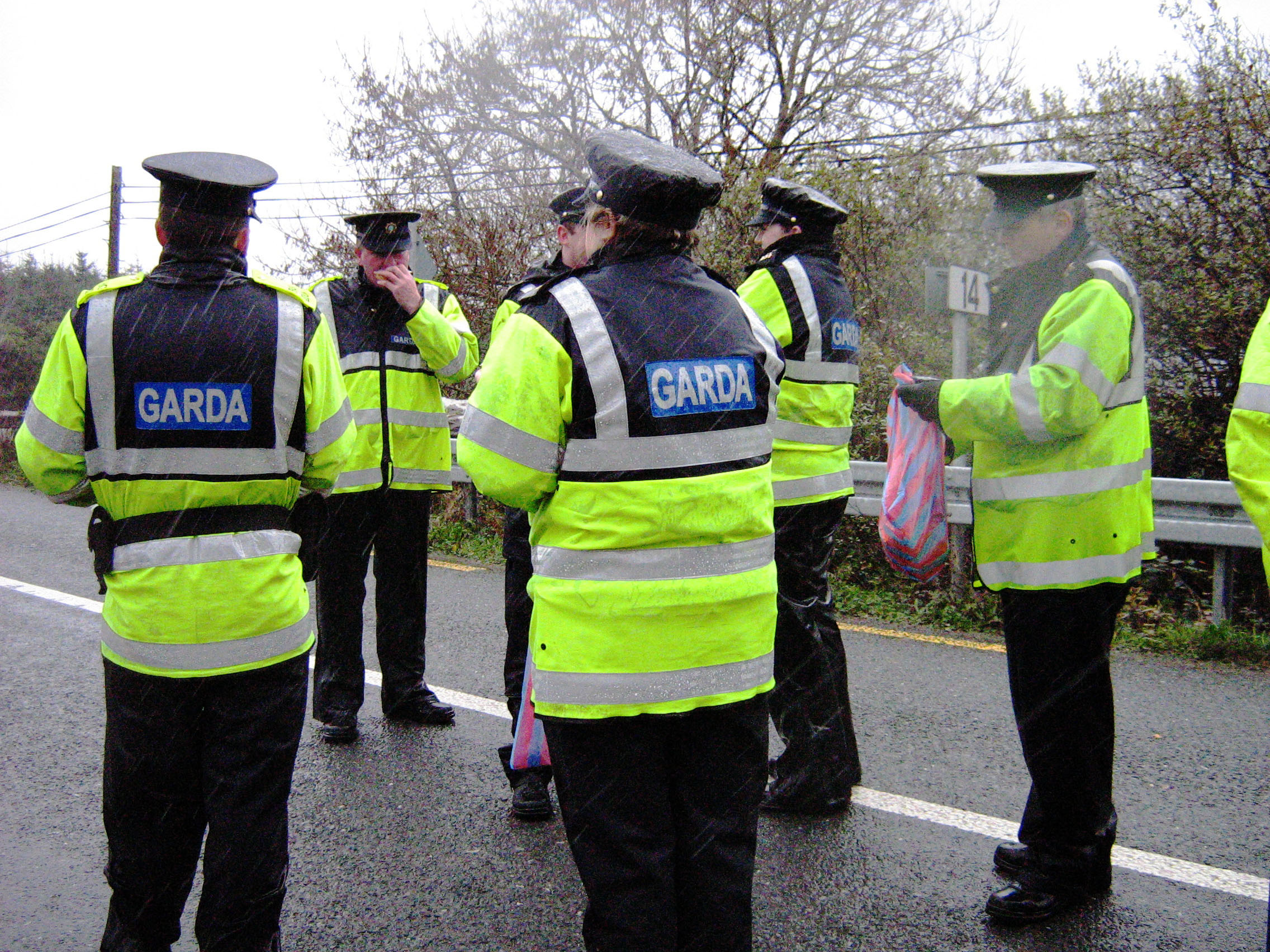
Ирландские полицейские
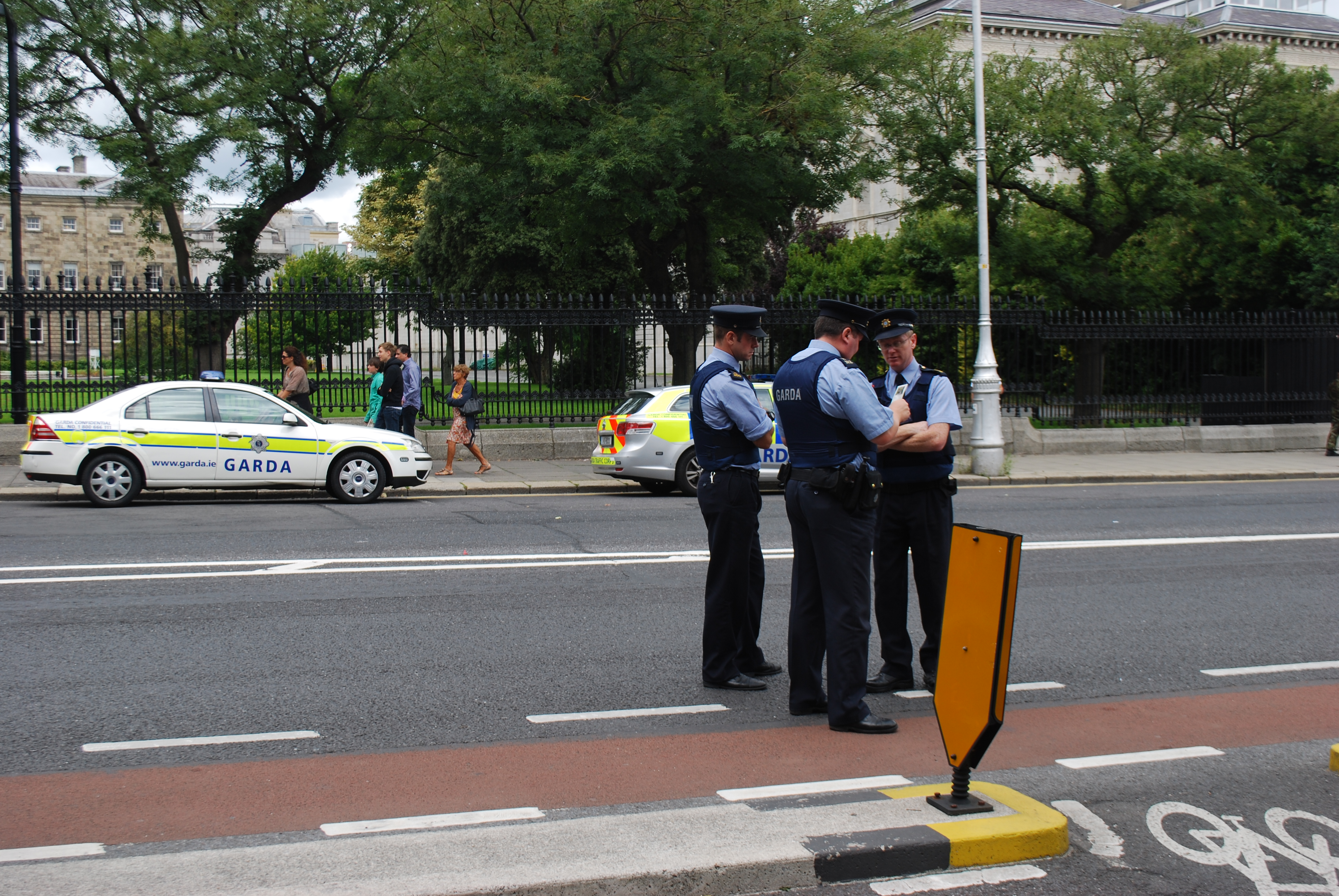
Полиция в Дублине

## Комментарии
1. ↑  Также встречается транскрипция Гарда Шикона[4]
2. ↑  Эти специалисты не занимаются расследованиями всех преступлений подряд, их интересуют крупные ситуации, угрожающие национальной безопасности.
3. ↑  Звание не используется с 1994 года. С 2000 года обязанности исполняет гражданский Главный врач (англ. Chief Medical Officer)[57]